# 黃傑朗
黃傑朗（英語：Ken Wong Kit-long，1997年6月3日—），民主派地區組織深水埗社區陣線成員，前香港深水埗區議會富昌選區議員，現時定居英國。

## 從政
其本為黃毓民議員深水埗地區辦事處職員，2019年11月24日，黃傑朗以「素人」身份首度參與區議會選舉，在深水埗區議會富昌選區參選。在2019年反對逃犯條例修訂草案運動影響下，結果以4,281票，擊敗取得4,097票、僅以184票差距落敗的經民聯及西九新動力成員梁文廣，成功當選。

### 歷屆選舉結果
| 政党   | 政党                 | 候选人    | 票数  | %     | ±      |
| ------ | -------------------- | --------- | ----- | ----- | ------ |
|        | 經民聯/西 西九新動力 | ①. 梁文廣 | 4,097 | 48.90 | -9.36  |
|        | 長西社陣             | ②. 黃傑朗 | 4,281 | 51.10 | 不適用 |
| 多数票 | 多数票               | 多数票    | 184   | 2.2   | -14.32 |